# Ypsolopha flava
Ypsolopha flava là một loài bướm đêm thuộc họ Ypsolophidae. Nó được tìm thấy ở Nhật Bản.
Sải cánh dài 19–20 mm.